# Anin

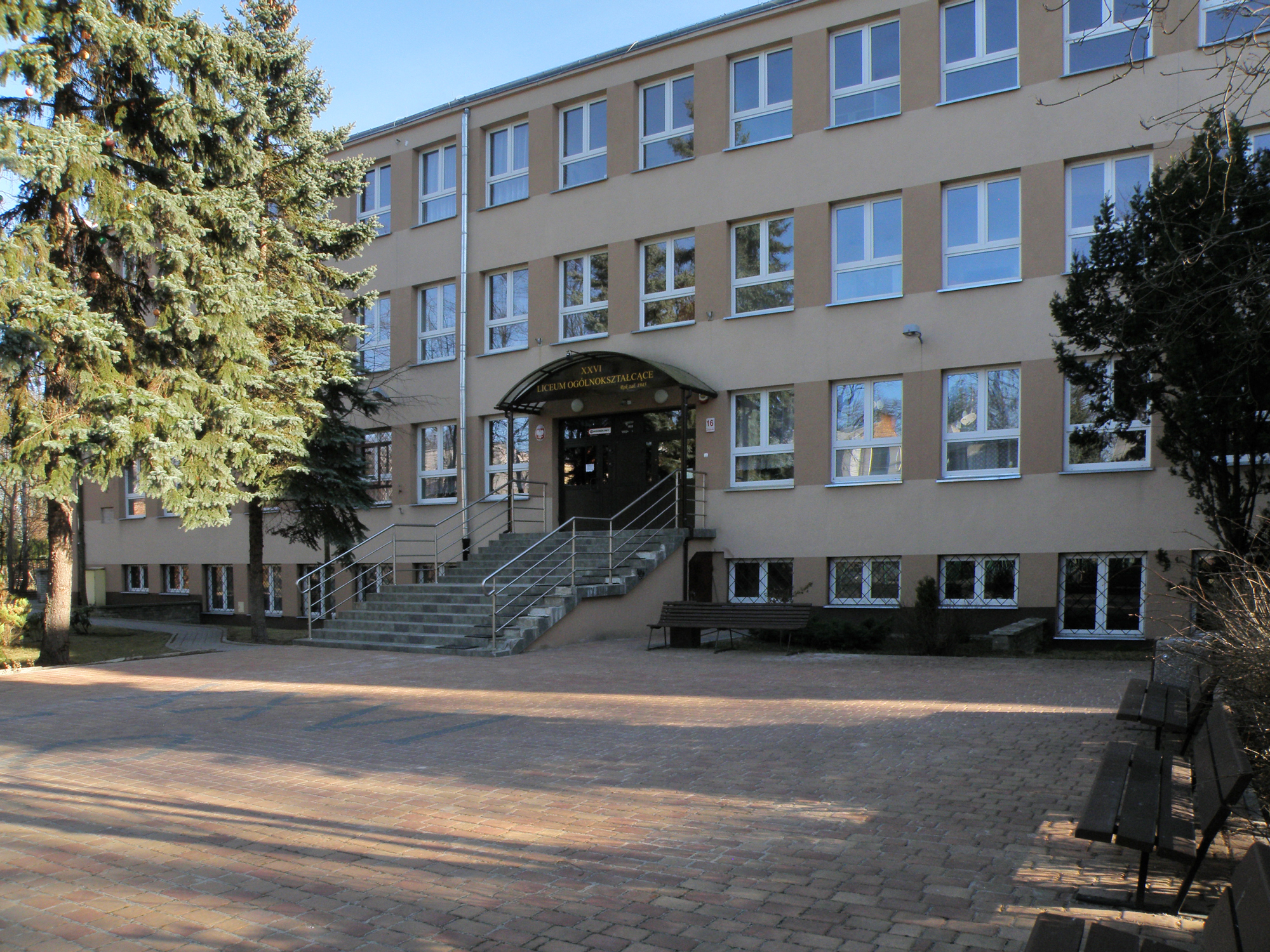
XXVI Liceum Ogólnokształcące im. Juliana Tuwima, ul. Alpejska 16

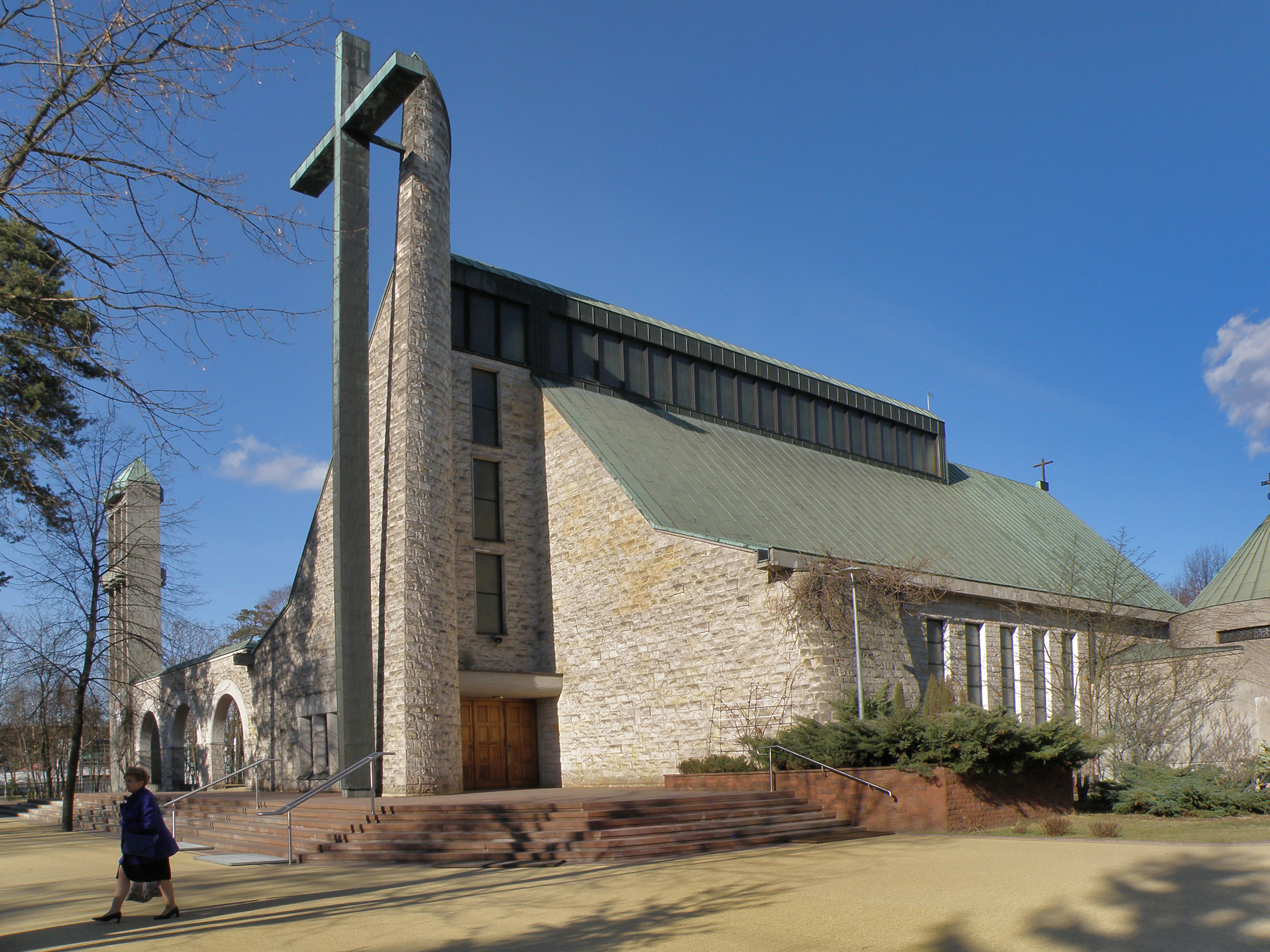
Parafia Matki Bożej Królowej Polski w Aninie

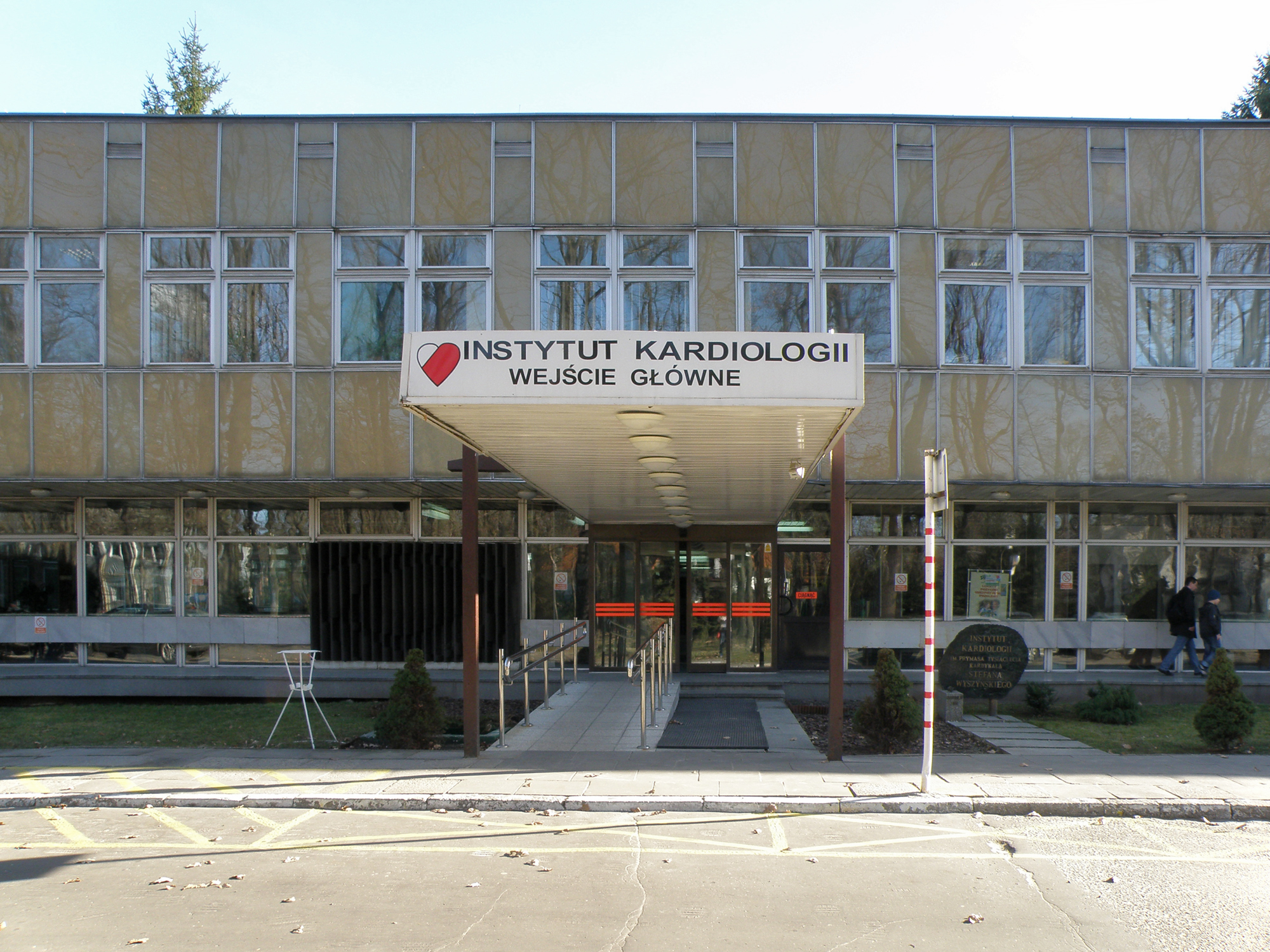
Narodowy Instytut Kardiologii Stefana kardynała Wyszyńskiego

Anin – osiedle i obszar MSI w dzielnicy Wawer w Warszawie.

## Historia
Anin powstał na dawnych terenach dóbr wilanowskich hrabiego Ksawerego Branickiego, rozparcelowanych częściowo jeszcze przed I wojną światową. Nazwa osiedla pochodzi od imienia żony Branickiego – Anny. Dobra wilanowskie położone po prawej stronie Wisły obejmowały między innymi lesisty teren stanowiący resztkę borów mazowieckich. Był to las wysokopienny, z przewagą dębów i sosny, obok których rosły również lipy i czarne brzozy. Las obfitował w grzyby i jagody oraz zwierzynę: lisy, sarny i dziki. Ponad 300 hektarów tego lasu stało się rezerwatem przyrody im. Króla Jana Sobieskiego.
Zaletą lasów była kryniczna woda, cisza i powietrze, uzdrawiające chorych, dodatnio wpływające na zdrowie dzieci. Zachodnim skrajem lasu biegła linia kolejowa z Warszawy do Lublina, a szosa brzeska przecinała go na dwie części na wysokości Wawra. W klinie powstałym z przecięcia szosy i torów w latach 1909–1910 wytyczono pierwsze parcele budowlane. Ich nabywcami byli pracownicy kolei i urzędnicy: Borowski, Jezierski, Orłowski, Pawlikowski, Szafrański, Wojciechowski, Zdanowicz i inni. Pierwsze domy zaczęły powstawać przy uliczkach wytyczonych prostopadle do torów i stacji kolejowej w Wawrze, zamkniętych od północy szosą brzeską, a na wschodzie ul. Królewską (dzisiaj Kajki). Osiedle korzystało ze stacji kolejowej Wawer oraz kolejki dojazdowej, mającej przystanek koło dworca. Anin wchodził w skład gminy Wawer, obsługiwała go poczta w Starej Miłośnie, parafia w Zerzniu i sąd pokoju w Wawrze.
Osiedle początkowo spełniało rolę letniska. Życie pulsowało tu latem, ale zimą prawie zupełnie zamierało.
Zabudowa najstarszej części Anina była ograniczona sąsiedztwem fortu wawerskiego, należącego do całego systemu fortecznego okalającego Warszawę. Pas umocnień fortecznych rozciągał się 5–6 km od miasta i ograniczał zarówno rozwój przedmieść, jak i osad podmiejskich, gdyż w pasie tym nie wolno było wznosić budynków murowanych, a jedynie parterowe, drewniane, na niskich podmurówkach. Zezwoleń na budowę domów udzielały władze wojskowe. Zabudowa była chaotyczna, a wąskie uliczki nie spełniały należycie funkcji komunikacyjnej. Do wybuchu I wojny światowej w Aninie wydzielono 200 działek budowlanych, z których 8 przeznaczono na park osiedlowy, gdyż sąsiedni las był niedostępny dla mieszkańców i oddzielono go wysokim płotem.

### I wojna światowa
W czasie I wojny światowej rozwój Anina został zahamowany. Przez osiedle przeciągały wojska rosyjskie, następnie niemieckie. Lasy zostały przetrzebione. Do Anina przeprowadziła się spora grupa mieszkańców Warszawy, w której zaczęło brakować żywności i opału. Wśród osiadających było sporo młodzieży, która musiała się uczyć. Dojazd do Warszawy był męczący, powstał więc pomysł uruchomienia szkoły na miejscu. Polska Macierz Szkolna utworzyła pierwsze ogniska oświatowe, m.in. Czteroletnią Szkołę Średnią typu gimnazjalnego, czyli Progimnazjum. Uczęszczało do niej ok. 150 uczniów – mieszkańców Anina, Wawra i kilku sąsiednich osiedli. Pierwszym kierownikiem szkoły był Andrzej Lipka, potem Bolesław Sierzputowski, a potem Stanisława de Courriere, która wprowadziła program nauki państwowej szkoły ogólnokształcącej. Pomimo wielu trudności finansowych, szkoła doczekała odzyskania przez Polskę niepodległości i dopiero w 1923 r. została zlikwidowana. Młodsze dzieci mieszkańców Anina uczęszczały do szkół powszechnych w Wawrze lub w Międzylesiu.
W 1916 roku przyłączono do Warszawy Grochów i Gocławek – osady dotąd należące do Wawra. W osadach tych, a także w innych przyległych do Warszawy (Kawęczyn, Zastów, Miłosna, Zerzeń), przeprowadzono akcję odwadniania podmokłych gruntów. Podniosło to znacznie walory klimatu w Aninie.
Po I wojnie światowej Anin zaczął się szybko rozwijać. Złożyło się na to wiele czynników. Warszawa zaczęła przyciągać rzesze ludzi z całej Polski. Powstające urzędy, instytucje, szkoły, sądy, teatry i inne ściągają do stolicy polityków, artystów i specjalistów z różnych dziedzin. W ciasnej Warszawie zaczęło brakować mieszkań. Ludzie ci często zatrzymywali się w osadach podmiejskich. Z czasem nabywali niewielkie parcele budowlane i osiedlali się na stałe. Zagęszczenie ludności w Warszawie zmusiło wielu jej mieszkańców do poszukiwania przestrzeni, lepszych warunków do życia i wypoczynku po pracy. Nastąpił duży rozwój letnisk wzdłuż linii dojazdowych do stolicy. Wiele rodzin postanowiło wybudować własny domek w takim osiedlu. Pozwalało to na korzystanie z dobrodziejstw klimatu o wiele dłużej niż trwał sezon letni. Byli i tacy, którzy ze względu na stan zdrowia lub charakter pracy wymagający ciszy i spokoju, porzucali mury stolicy i osiedlali się na stałe w okolicach podwarszawskich. Po prawej stronie Wisły czołowe miejsce zajął Anin. Powstało wtedy wiele letniskowych domków dostosowanych do całorocznych potrzeb stałych lokatorów. Wybudowano też wiele nowych domów i willi, zwłaszcza że cena działek była niska i można było je nabywać na dogodnych warunkach. Poprawiła się również komunikacja ze stolicą. Obok kolei i kolejki dojazdowej docierać zaczynają autobusy, a wreszcie zbliża się do osiedla tramwaj, przedłużenie linii do pętli na Gocławku.
W Aninie szuka wytchnienia, bądź na stałe osiedla się przeważnie inteligencja pracująca w stolicy. Mieszkali tu w okresie międzywojennym sławni artyści, m.in. Mieczysława Ćwiklińska, Felicja z Krywultów Tomaszewska, Maria Malicka, Zbigniew Sawan, Zdzisław Karczewski. Przebywało tu także wielu artystów plastyków, takich jak: Jerzy Zaruba, Henryk Zientarski, Zofia Jaworska, Edward Deręgowski, Wacław Piotrowski, Ostankiewicz i inni. Mieszkali tu również poeci i literaci – Konstanty Ildefons Gałczyński, Julian Tuwim, Ferdynand Ossendowski, Juliusz German, Zygmunt Kawecki, i wreszcie muzycy i kompozytorzy: Zdzisław Górzyński, Stanisław Kazuro, Wiktoria Kawecka, Feliks Rybicki, Władysław Walentynowicz, Roman Chojnacki, Eugeniusz Morawski-Dąbrowa, Walerian Bierdiajew, dyrygent Nowiński i inni. Anin od 1924 r. był częścią letniskowej gminy Falenica, lecz faktycznie należy zdecydowanie do stolicy, a na co dzień, w sprawach zaopatrzenia w żywność i artykuły przemysłowe, związany jest z Wawrem, osadą starszą, większą i gospodarczo ruchliwą, od której dzieli go tylko wąska linia torów kolejowych.

### Parafia
Anin od początku starał się stworzyć kaplicę. W warunkach niewoli miało to również znaczenie jako działalność patriotyczna i narodowa. Już w 1911 r. Antoni Szalla przystąpił do opracowania planu i kosztorysu budowy kaplicy, inny mieszkaniec, Jakub Pawlikowski przeznaczył plac pod budowę, nadleśnictwo wilanowskie dostarczyło drzewa, a mieszkańcy Anina i Nowego Wawra pokryli koszty budowy. Wybuch wojny światowej odwlókł nieco budowę kaplicy, przez co dopiero w 1916 r. oddano ją do użytku. W 1929 r. kaplica została powiększona i dobudowano do niej wieżę o wysokości 18 m, na której zawieszono dzwony. Pomimo rozbudowy, świątynia nie wystarczała ciągle rosnącej liczbie wiernych. Powstał więc projekt zbudowania nowego, dużego kościoła, który miał być jednocześnie pomnikiem bohaterów poległych w bitwach wawerskich w czasie powstania listopadowego. Miała to być monumentalna budowla – jedna z trzech, jakie projektowano wznieść w setną rocznicę powstania. Zaczęto gromadzić na ten cel fundusze, lecz wybuch wojny zniweczył te plany. Władze kościelne podjęły jednak w 1942 r. decyzję o powołaniu parafii w Aninie. 1 czerwca 1942 r. uroczystego erygowania parafii Matki Bożej Królowej Polski dokonał ks. abp Stanisław Gall, a pierwszym proboszczem został ks. Piotr Pieniążek. Wkrótce po wojnie przystąpił do dalszej rozbudowy kościoła. W 1948 r. dobudowano prezbiterium i zakrystię, w 1949 r. boczne nawy kościoła. Rozpoczęto budowę domu parafialnego, który miał stać się ośrodkiem życia kulturalnego Anina. Gdy w 1951 r. budynek był już ukończony w stanie surowym, władze komunistyczne zarekwirowały go, przekazując w przymusową dzierżawę Zarządowi Kin. W okresie od października 1975 do maja 1978 r. w parafii pełnił posługę wikariusza Jerzy Popiełuszko. W 1976 r. rozpoczęła się budowa nowego kościoła według projektu Zygmunta Stępińskiego. Kościół ukończono w ciągu 4 lat i 13 grudnia 1980 r. Abp Bronisław Dąbrowski dokonał przeniesienia Najświętszego Sakramentu do nowego budynku. Stary drewniany kościółek, dzięki staraniom księdza proboszcza, został przeniesiony do nowej parafii w Tarchominie–Porajach. Nowy kościół aniński ozdobił ołtarz przedstawiający „krzew gorejący”, dzieło artysty rzeźbiarza Władysława Trojana, oraz witraże z pracowni Teresy Reklewskiej. W 1989 r. parafii zwrócono budynek po byłym kinie „Wrzos”, które już wcześniej z powodów finansowych zakończyło swą działalność. Po generalnym remoncie budynku odbywają się w nim zebrania społeczne, imprezy kulturalne i ważne uroczystości religijne. 13 czerwca 1992 r., Prymas Polski ks. kardynał Józef Glemp, w obecności pierwszego ordynariusza diecezji warszawsko-praskiej ks. bp Kazimierza Romaniuka i gospodarza parafii, księdza kanonika Wiesława Kalisiaka, dokonał uroczystej konsekracji nowego kościoła pod wezwaniem Matki Bożej Królowej Polski.
Proboszczowie parafii:
| ks. Piotr Pieniążek     | luty 1942 – luty 1955               |
| ks. Tadeusz Zakrzewski  | luty 1955 – marzec 1957             |
| ks. Stefan Ulatowski    | marzec 1957 – listopad 1973         |
| ks. Marian Godlewski    | listopad 1973 – maj 1976            |
| ks. Kazimierz Zastawny  | maj 1976 – październik 1976         |
| ks. Wiesław Kalisiak    | październik 1976 – październik 2006 |
| ks. Stanisław Markowski | grudzień 2006 – listopad 2008       |

Obecnym proboszczem parafii jest ks. kanonik Marek Doszko.

### Organizacje
Wraz z rozbudową Anina i wzrostem liczby stałych jego mieszkańców zaczęło rozwijać się życie organizacyjne. Została wskrzeszona działalność Towarzystwa Przyjaciół Anina, którego działalność w czasie wojny zamarła. Towarzystwo podjęło starania o zelektryfikowanie osiedla i wybudowanie budynku poczty.
W 1932 roku z inicjatywy P. Stefańskiego zostało powołane Zrzeszenie Właścicieli Nieruchomości, mające na celu obronę interesów zrzeszonych i wzrost gospodarczy Anina. W tym samym roku powstał Związek Obywatelski Pracy Kobiet, który roztaczał opiekę nad matką i dzieckiem, organizował w szkole dożywianie biednych dzieci itd. Wznowiła swą działalność Polska Macierz Szkolna, zakładając ochronkę, czytelnię, świetlicę i kursy dla analfabetów.
Działała „Caritas”, Związek Strzelecki i Anińskie Towarzystwo Ogródków Jordanowskich dla dzieci od lat 3 do 14.
W latach 1935–1939 obszar Anina znacznie powiększył się poprzez rozparcelowanie dalszych terenów. Dzielnicę tę nazwano Nowym Aninem. Były to tereny leżące na wschód od ul. Królewskiej. Zabudową tych terenów kierował inż. Muszyński – ten sam, który przed wojną budował Dworzec Główny. W odróżnieniu od starego Anina, gdzie przeważnie wznoszono domki drewniane, tu domy i wille były wyłącznie murowane. Nowa dzielnica podzielona została na regularne prostokąty, a ulice otrzymały nazwy historyczne np. Grunwaldzka (dziś ul. Zalipie), Jagiellońska (Szoferska), Bałtycka (Alpejska), Legionów (Homera), Odsieczy Wiednia itp.
Na terenach Nowego Anina osiedlali się głównie przedstawiciele finansjery przemysłowej, sfer urzędniczych, wojskowi i intelektualiści. W środowisku tym powstał projekt stworzenia w osiedlu „Kasyna”, jako ośrodka życia kulturalnego. Zebrano potrzebne fundusze na budowę budynku, w którym obok pokoi na zebrania różnych organizacji była sala teatralna, czytelnia z biblioteką, kawiarnia i restauracja. Kasyno było wykorzystywane bardzo intensywnie. Stanisław Kazuro organizował bezpłatne koncerty chóru filharmonii i sławnych kapel ludowych. W grudniu 1937 urządzono wystawę obrazów (ponad 200 dzieł), głównie artystów mieszkających w Aninie, Wawrze i okolicy. W tym samym roku Koło Młodych Polskiej Macierzy Szkolnej wystawiło sztukę Władysława Fodora „Matura”, „Sublokatorkę” Adama Grzymały-Siedleckiego.
Stopniowo liczba stałych mieszkańców Anina rosła, przez co osiedle zaczęło zmieniać się z letniska w osiedle mieszkaniowe. Wzmocniło ono swoją pozycję w powiecie warszawskim. W marcu 1936 pojawiła się Kolka anińska – czasopismo humorystyczne, które, jak czytamy w tytule „kłuje jednorazowo bez bólu za 40 gr”. Redaktorami tego pisma byli Antoni Osławski i Romuald Słowikowski, a ilustratorem Jerzy Zaruba. Od stycznia 1937 Włodzimierz Ławrynowicz zaczął wydawać miesięcznik społeczno-gospodarczy Wawra, Anina i okolicy „Na straży”. Po niedługim czasie funkcję redaktora naczelnego objął Marian Albiński. Zabiegał on zarówno o interesujące artykuły, jak i o fundusze na druk. Pismo ukazywało się aż do momentu wybuchu wojny. Szybko znalazło czytelników, wyzwalało inicjatywę społeczną, informowało o wydarzeniach, osiągnięciach i potrzebach gminy. Okupacja niemiecka przerwała działalność redakcji i edycję czasopisma.
Tuż przed wojną Anin liczył około 3 tys. stałych mieszkańców (i około tysiąca sezonowych) i posiadał m.in. szkołę powszechną, prywatną szkołę powszechną Osowskiej, urząd pocztowo- telegraficzny, kaplicę (w 1942 r. przekształconą w kościół parafialny), ubezpieczalnię (ośrodek zdrowia), przystanek kolei elektrycznej, prewentoria, sanatoria, kasyno. Brak mu natomiast było sklepów zdolnych zaspokoić potrzeby mieszkańców. Brak tu również chodników, twardych nawierzchni i oświetlenia ulic.
Wiosną 1939 r. Anin wydzielony został z wiejskiej i letniskowej gminy Falenica i przyłączony do gminy Wawer, której wójtem został właśnie wybrany Stanisław Krupka. Anin szybko się rozwijał, dzięki ofiarnej pracy licznych działaczy społecznych i walorom klimatycznym. Duży wkład w rozwój Anina miała działalność Zarządu Stowarzyszenia Właścicieli Nieruchomości. Snuł on ambitne plany uczynienia z Anina wzorowego osiedla, widząc z jednej strony masowy napływ letników i niedzielnych wycieczkowiczów, a z drugiej ogrodzony i niedostępny piękny las (własność hrabiów Branickich). Powstał plan stworzenia w osiedlu dużego parku, który zaspokoiłby potrzeby ludzi łaknących spokoju, ciszy i zdrowego, czystego powietrza. Starania Zarządu odniosły efekt w postaci darowizny hrabiego Adama Branickiego obejmującej obszar 8 mórg lasu położonego przy ul. Królewskiej. Wybuch wojny przerwał rozpoczęte prace i zniweczył plany.
Zarząd Stowarzyszenia Właścicieli Nieruchomości w trosce o utrzymanie dotychczasowego charakteru osiedla opracował plany zagospodarowania i w piśmie do starosty powiatowego domagał się, aby:
- działki nie były mniejsze niż 1200 m²
- powierzchnia zabudowy nie przekraczała 10% powierzchni działki
- wyrąb lasu na działce nie przekraczał 20% drzewostanu

Anin przeznaczony był wyłącznie pod zabudowę willową, budynki nie mogły mieć więcej niż dwie kondygnacje.
We wrześniu 1937 r. na zebraniu Rady Gromadzkiej Anina na pierwszy plan wysunęła się sprawa budowy szkoły powszechnej. Dotychczas szkoła funkcjonowała w wynajętych pomieszczeniach w willi „Dąbrówka”. Jej dyrektorem był Ryszard Siewierski. Opracowano projekt budynku szkolnego, zebrano fundusze i wiosną 1938 r. przystąpiono do zakładania fundamentów przy ul. II Poprzecznej. Wybuch wojny przerwał pracę, a fundamenty zostały przez Niemców użyte do budowy okopów. W latach 1930–1939 Anin miał również prywatne przedszkole, do którego uczęszczało ok. 30 dzieci. Opłata roczna wynosiła 250 zł.
Wrzesień 1939 r. stał się datą przełomową w historii i życiu regionu wawerskiego, a zwłaszcza samego Anina. Pierwszym i głównym następstwem klęski militarnej i okupacji kraju było zatarcie się różnic w układzie społecznym i w warunkach bytowania mieszkańców.
Linia otwocka ze wszystkimi osiedlami stała się formalnym hotelem Warszawy. Brak mieszkań w zniszczonej Warszawie, nieustanne aresztowania, a następnie łapanki spowodowały, że liczba mieszkańców osiedli podstołecznych stale wzrastała. Gościnny Anin, Wawer i wszystkie inne osiedla przygarniały wszystkich, dla których z uwagi na szalejący terror wroga, stolica stała się niebezpieczna. Wiele rodzin stałych mieszkańców tych osiedli znalazło się rychło bez środków do życia. Na pomoc społeczną nie bardzo można było liczyć i dotknięci wojną ludzie sami musieli troszczyć się o zapewnienie sobie warunków egzystencji. Rozpoczęło się wyprzedawanie rzeczy zbędnych, następnie kosztowności, później zaś handlowano już wszystkim i ze wszystkimi. Liczne rodziny, których mieszkania w Warszawie uległy zniszczeniu i wiele pojedynczych osób w obliczu groźby aresztowania – nieraz tylko z walizką w ręku – przybywało na nowy teren do znajomych i przyjaciół, a często nawet do ludzi obcych, aby tutaj jakoś przetrwać zimę czy niebezpieczny czas.
Wawer od kilku zaledwie miesięcy stanowił samodzielną jednostkę administracyjną. Referat Opieki Społecznej musiał sprostać stale wzrastającym obowiązkom. W biurach Zarządu Gminy Wawer istniał cały sztab ludzi zaufanych, uczciwych i bezinteresownych, produkujących fałszywe dokumenty dla osób poszukiwanych przez gestapo czy żandarmerię. Ogromną odwagą i pomysłowością w tej działalności wykazał się wójt gminy Stanisław Krupka.

### II wojna światowa
Walki wrześniowe wokół stolicy i okupacja mocno doświadczyły mieszkańców Wawra, Anina i okolicy. W trakcie samych walk w Aninie, Wawrze, Gocławku, Marysinie Wawerskim i Wygodzie poległa pewna liczba żołnierzy polskich, pochowanych na miejscu walki. Urządzono dla nich Cmentarz Ofiar Wojny Przy ul. Dębowej (późniejsza nazwa ulicy to Śnieżki, obecnie ul. Kościuszkowców). Projekt i urządzenie cmentarza opracowali Józef Tarnas i Aleksander Zdanowicz. Sam plan otwarcia tego cmentarza w warunkach okupacji niemieckiej był aktem wielkiej odwagi. Zrealizowany został przez ludzi takich jak Stanisław Krupka, Marian Albiński, Klemens Goryc, Stefan Grochulski, Juliusz Ludwig, Stanisław Szydłowicz i Aleksander Zdanowicz. Uroczyste otwarcie nowego cmentarza nastąpiło w drugą niedzielę listopada 1939 r.
26 grudnia w restauracji Antoniego Bartoszka w Wawrze dwaj bandyci, Marian Prasuła i Stanisław Dąbek, zabili dwóch Niemców. W odwecie dowództwo niemieckie skierowało do Wawra karną ekspedycję, kierowaną przez majora Fryderyka Wilhelma Wenzla. Zarządził on obławę na mężczyzn na terenie Nowego Wawra i Anina. Patrole wchodziły kolejno do wszystkich domów, wyciągały z łóżek mężczyzn w wieku 16-70 lat. Wszystkich 114 aresztowanych skazano na śmierć. Była godzina 5 rano 27 grudnia 1939 r., gdy przystąpiono do egzekucji. Ogółem rozstrzelano tego dnia 106 osób oraz powieszono właściciela restauracji, Bartoszka. Wśród zamordowanych było 62 mieszkańców Wawra, 27 Anina, 7 z Warszawy (święta spędzali u krewnych lub znajomych) oraz 11 osób z różnych miejscowości, byli to mężczyźni zabrani z dworca kolejowego.
Okolice Anina i Wawra były stale patrolowane i niejednokrotnie urządzano tam obławy. W lutym 1942 r. Niemcy wyśledzili w Aninie bliżej nieznaną organizację bojową młodzieży i postanowili ją zlikwidować. Nocą 26 lutego otoczyli teren przy ul. VIII Poprzecznej, gdzie miała kwaterować część oddziału i rozpoczęli obławę. Zaskoczeni bojownicy obrzucili Niemców granatami i wycofali się do lasu. W walce zginęło 3 Niemców. Zamordowano 19-letniego Leszka Kopalińskiego oraz jego matkę. Na Anin padł śmiertelny strach. Widmo zbiorowej odpowiedzialności za pomoc organizacji podziemnej spowodowało, że ludzie zaczęli masowo uciekać. Niemcy nie zdecydowali się na powtórzenie masakry z 1939 r., niemniej gubernator warszawski Ludwig Fischer rozkazał za karę rozstrzelać 100 więźniów z Pawiaka. W lipcu 1942 r. na ul. Królewskiej Niemcy zamordowali 45 osób z transportu do getta. Zwłoki kazano zakopać na miejscu, na skraju lasu. Dziś stoją na tym miejscu piaskowcowe tablice pamiątkowe projektu Karola Tchorka.
Specjalnym rozdziałem w pracy opiekuńczej gminy Wawer była pomoc dla ludności żydowskiej. Jeszcze przed wojną Towarzystwo „Pomoc dla sierot” – założone i kierowane przez Janusza Korczaka, nabyło przy ul. Klasztornej obiekt z ogrodem, w którym co roku w sezonie wiosenno-letnim przebywały żydowskie dzieci. Po wybuchu wojny dr Korczak nadal prowadził swój ośrodek, przy dużej pomocy władz gminy. To także było bardzo niebezpieczne. Za pomoc Żydom groziła kara śmierci. Akcja zaopatrywania ośrodka w żywność trwała do momentu likwidacji kolonii i przejścia dzieci do getta w Warszawie. Kiedy nastąpił tragiczny moment likwidacji ośrodka, dr Korczakowi proponowano różne formy ocalenia. On jednak odmówił słowami: „Niestety, p. wójcie Krupka, trzeba dać pokrycie na to co w ciągu mego życia wyznawałem i głosiłem, to jest wierność dziecku – człowiekowi”.
Gmina udzielała pomocy i opieki licznym rodzinom żydowskim. Nierzadko zrozpaczone matki – zdając sobie sprawę z nadchodzącej zagłady ludności żydowskiej – zwracały się do gminy o pomoc i ratunek. W tych ciężkich momentach z pomocą przychodziły siostry zakonne prowadzące sierocińce w Międzylesiu, Aninie i Wawrze.
Ruch oporu na terenie gminy powstał wkrótce po kapitulacji Warszawy. Powstała tu „Grupa Batury”, która gromadziła broń i amunicję i szukała powiązań z innymi podobnymi organizacjami. Zorganizowane w Międzylesiu, Aninie i Wawrze kompanie AK razem z oddziałami z Falenicy, Wiązowny i Otwocka tworzyły duży i dobrze zorganizowany rejon IV AK w Otwocku. Nosił on początkowo kryptonim „Koralewo”, a później „Fromczyn”, organizacyjnie wchodził w skład Obwodu VII – „Obroża”, obejmującego cały powiat warszawski. Społeczeństwo miejscowe zdecydowanie popierało działalność konspiracyjną i udzielało działaczom ruchu oporu potrzebnych lokali kontaktowych. Wymienić można tu dom w Aninie przy ul. I Poprzecznej 22. Właściciele domu, znani działacze harcerstwa, Janina i Jerzy Mateccy, stale dawali pomieszczenie dla jednej z klas konspiracyjnej szkoły podchorążych AK z Warszawy. Mieszkanie było też lokalem tajnego nauczania, punktem odbioru prasy konspiracyjnej i magazynem dla przechowywania broni batalionu „Zośka” z Warszawy.
Ważniejsze akcje dywersyjne na terenie gminy Wawer to zerwanie torów kolejowych w Aninie (8/9 października 1942 r.) i zamach na gubernatora Ludwiga Fischera (8 stycznia 1944 r.). Gubernator uratował się tylko dzięki szybkości jazdy i przytomności szofera.
Gmina Wawer prowadziła szeroko zakrojoną akcję tajnego nauczania. W Aninie tajne komplety z zakresu gimnazjum podporządkowane były szkole im. Władysława IV. Osobami bardzo zaangażowanymi w nauczanie byli: Zofia Niewirewiczowa, Władysław Nowiński, Zofia Drewnowska, Roman Hampel, Stefania Baczyńska – matka Krzysztofa Kamila Baczyńskiego, największego poety konspiracji, który zginął w powstaniu warszawskim. Inną organizacyjnie placówką była szkoła sióstr Felicjanek w Wawrze. Rozwiązane przez Niemców żeńskie gimnazjum przekształcono w Szkołę Gospodarstwa Domowego, w której obok przedmiotów zawodowych, tajnie przerabiano kurs średniej szkoły ogólnokształcącej. Szkołą kierowała Maria Kalasancja Fuja, przy poparciu przełożonej klasztoru Matki Symplicyty Nehring. W podziemiach klasztoru często odbywały się odczyty i przedstawienia teatralne. Uroczyście obchodzono tu święta narodowe. Imprezy skupiały wielu widzów, pomimo ryzyka, jakie niosły. Przy ich organizacji pomagali wybitni artyści: Aleksander Zelwerowicz, Mieczysława Ćwiklińska, Elżbieta Barszczewska.
1 sierpnia 1944 r. wybuchło powstanie warszawskie. Decyzja o rozpoczęciu powstania zapadła w momencie, gdy rejony prawobrzeżnej Warszawy znajdowały się na samej linii frontu i nasycone były dużą liczbą jednostek Wehrmachtu. Pomimo tego, teren nie pozostał głuchy na wezwanie. W przeddzień wybuchu powstania Wojskowa Służba Ochrony Powstania AK rozbroiła posterunek policji granatowej w Wawrze, zdobywając 20 karabinów i pistolet typu Vis. W dniu wybuchu powstania, dowódca zgrupowania „Wiktor” zebrał członków AK na cmentarzu w Zerzniu, lecz Niemcy otoczyli zebranych, kilkunastu aresztowali, a 2 zabili. Byli to Zygmunt Ostrowski i Bogdan Szkopowiec.
Dla nielicznej pozostałej ludności gminy zaczęły się długie dni oczekiwania, dni pełne terroru, udręki i niedostatku graniczącego z nędzą. Dopiero w drugiej dekadzie września 1944 r. wojska I Frontu Białoruskiego rozpoczęły walkę o prawobrzeżną Warszawę. Lotnictwo radzieckie oraz polski pułk bombowców „Kraków” zbombardowały nieprzyjacielskie pozycje obronne w Aninie, Wawrze i okolicy. Wyzwolenie Pragi przypadło w udziale I Dywizji Piechoty im. Tadeusza Kościuszki. 310 ludzi z tej dywizji zginęło w tej kampanii, a ponad 1500 było rannych. Straty Niemców były znacznie większe: ok. 2000 zabitych, 106 wziętych do niewoli i wielu rannych.

### Po II wojnie światowej
W wyzwolonych osiedlach życie nie od razu mogło wrócić do normalnego trybu. Front utknął na Wiśle i przez następne cztery miesiące artyleria niemiecka ostrzeliwała wyzwolone obszary. W ślad za zwycięskim wojskiem podążała nowa władza. W Wawrze samorzutnie powstała Milicja Obywatelska. Jej komendantem był były oficer, Baranowski. W Aninie zorganizowany został Gminny Urząd Bezpieczeństwa Publicznego, pod kierownictwem Zygmunta Kustry.
Warunki życia w pierwszych tygodniach po wyzwoleniu były nadzwyczaj ciężkie. Mieszkańcy, którzy nie mieli zdolności handlowych lub nie znali się na rzemiośle, masowo zgłaszali się do pracy w tworzących się instytucjach. W pierwszym okresie praca nie była opłacana. Pracujący otrzymywali przydział chleba i gorącą zupę, albo tylko przydział prowiantu.
Lata powojenne to długa i mozolna droga wrastania regionu podstołecznego w struktury Warszawy. W 1951 r. Wawer stał się dzielnicą Warszawy. Nowa dzielnica objęła miejscowości wzdłuż linii kolejowej do Lublina (Wawer, Marysin, Anin, Międzylesie, Radość, Miedzeszyn, Falenica) oraz szereg dawnych wsi wzdłuż szosy miedzeszyńskiej (Zastów, Zbytki, Las, Zerzeń, Kuligów, Miedzeszyn, Wólka Zerzeńska, Julianów, Skrzypki, Zatrzebie i Błota). Przyłączenie do Warszawy wywołało silne naciski mieszkańców na wyrównanie poziomu i stopnia wyposażenia regionu w urządzenia miejskie. Powstają pierwsze plany inwestycji i rozbudowy. Dla szybszego i łatwiejszego opracowania planów teren podzielono na 3 rejony urbanistyczne:
- Wawer – Anin – Międzylesie z najbliższą okolicą
- Radość – Miedzeszyn – Falenica z najbliższą okolicą
- Pas Nadwiślański – osady rolnicze wzdłuż Wału Miedzeszyńskiego

Teren Anina przeznaczony został na cele mieszkalne i leśne. Przeprowadzono naprawę uszkodzonych nawierzchni ulic i rozpoczęto budowę dróg o twardej nawierzchni. Wybudowano lub przebudowano wówczas ulice: Korkową, Strusia, Powszechną, Skrzyneckiego, Błękitną, Trawiastą, Kajki, Żegańską. Przebudowa ulic pozwoliła na polepszenie komunikacji ze stolicą. Uruchomiono wtedy linię autobusową od ul. Wiatracznej do Wawra, przedłużoną następnie do Anina, a potem do Międzylesia.
W dalszym ciągu dotkliwie dawał się odczuć brak oświetlenia ulic. Niebrukowane ulice w czasie roztopów i deszczu zmieniały się w bajora trudne do przebycia. Braki te występują do dziś.
Z działalności kulturalnej wymienić należy otwarcie kina „Wrzos”, Domu Kultury i rozpoczęcie budowy stadionu w Międzylesiu. Duże zmiany zaszły w szkolnictwie. W 1954 r. w Aninie przy ul. Kajki wybudowano gmach szkolny. Umieszczono w nim Szkołę Ogólnokształcącą, która powstała z połączenia szkoły podstawowej i liceum ogólnokształcącego. Kierownikiem szkoły został Wacław Krauze.
W 1960 roku dzielnica Wawer została połączona z Pragą Południe. Spis powszechny z 6 grudnia 1960 r. w rejonie Wawra, Anina i Międzylesia wykazał liczbę 20 103 mieszkańców.
Stopniowo rozwija się budownictwo mieszkaniowe. W latach 1963–1967 powstało w Aninie osiedle mieszkaniowe dla pracowników Instytutu Badań Jądrowych w Otwocku-Świerku. Jeszcze większe osiedle powstaje w Marysinie Wawerskim. Nieco mniejsze osiedla powstały przy ul. I Poprzecznej i przy ul. Skrzyneckiego.
Sprzyjające warunki klimatyczne stymulują rozwój budownictwa domków jednorodzinnych. Przoduje tu ze swymi walorami Anin, gdzie zabudowano w tym okresie prawie wszystkie wolne place przy ul. Kajki i Rzeźbiarskiej.
W latach 1964–1965 oddano do użytku nowy budynek szkolny przy ulicy Alpejskiej. Przeniosło się tam Liceum Ogólnokształcące nr XXVI im. gen. Jankowskiego, a w budynku przy ul. Kajki została tylko szkoła podstawowa (Szkoła Podstawowa nr 218). Kiedyś w gmachu mieściło się również gimnazjum, zostało ono jednak przeniesione w 2003 r. ze względu na brak miejsca w placówce na ul. Żegańską w Międzylesiu (Gimnazjum nr 103 z oddziałami integracyjnymi w Warszawie), tuż obok budynku gminy Wawer i dawnych obiektów ZWAR, w tej chwili ABB ZWAR S.A. W 2012 r. 103 Gimnazjum zostało połączone z XXVI L.O. w Zespół Szkół nr 114 i przeniesione na ul. Alpejską. Znacznie zwiększyła się baza lecznictwa. W Międzylesiu przy ulicy Bursztynowej wybudowano Centralny Szpital Kolejowy, a w Marysinie Wawerskim przy ul. Strusia duży Ośrodek Zdrowia. Później powstały w regionie również Centrum Zdrowia Dziecka i Instytut Kardiologii.